# Putirecords
Putirecords, nombre artístico de Luis García González (Madrid, 23 de agosto de 1966), es un cantante, compositor y productor español de synthpop y electropop.

## Carrera musical
García González inició su trayectoria como DJ en salas de la movida madrileña como Voltereta, Revolver, Warhol's Club, Heaven o Strong. En 2004 saltó a la fama por su canción «Hazme el amor», incluida en el recopilatorio En plan travesti y posteriormente en otros.
En 2005 publicó en Subterfuge Records su primer álbum, Que no muera el cabaret erótico, que incluía canciones de synthpop, copla o cabaret con letras de temática sexual y provocadora. En los años siguientes editó canciones como «El Rock de la Puti», «No sabemos mentir» y una versión de «Suck it to me» de Almodovar y McNamara, y en 2008 se presentó a la preselección para representar a España en Eurovisión con la canción «Don't play with me».
En 2009 publicó su álbum Aunque sea muy letal, que continuaba con un sonido electropop pero incorporaba temáticas sociales, como el "no a la guerra", y contaba con una remezcla de su tema para Eurovisión. En 2012 actuó en el festival YouFest, organizado por la plataforma Youtube en Madrid. En 2013 editó su tercer y último álbum de material original, Música para Astronautas, y el año siguiente publicó el sencillo «Siempre dura». En 2016 colaboró en la producción de la canción «Un Mundo Libre» para el cantante Yofer.
Durante su primera etapa colaboró a menudo con Susie Pop, que posteriormente se uniría al grupo Nancys Rubias, y ha realizado también colaboraciones con Tiramisú Letal, Villa-Toro, Azul y Negro o Yogurinha Borova. En 2017 actuó en el largometraje Marisa en los Bosques del director Antonio Morales, homenajeando al recientemente fallecido Steve Strange de Visage. En 2024 colaboró con Puppyarmand en el tema «Bitch» y una remezcla de «Buen chico».

## Estilo
Sus composiciones están inspiradas en grupos de música electrónica de bandas de los años ochenta, como Visage, Soft Cell, Kraftwerk, Ultravox y miembros del movimiento new romantic. También ha citado como referencias estéticas la imagen de Boy George, Divine y Klaus Nomi.

## En otros medios
La música de Putirecords aparece referenciada en Perras de reserva (2019) de Dahlia de la Cerda, reeditado en inglés e italiano.

## Discografía

### Álbumes de estudio
- Que no muera el cabaret erótico (2005).
- Aunque sea muy letal (2009).
- Música para Astronautas (2013).

### Compilación
- The Best of Putirecords 2004-2019 (2019).

### Sencillos
- «Hazme el amor» (2004).
- «20 centímetros» (2006).
- «¡Que trabaje Rita!» (2015) (como Gloo Gloo Beat).
- «Un Mundo Libre» (2016)  (con Yofer).